# Jürgen Rieger

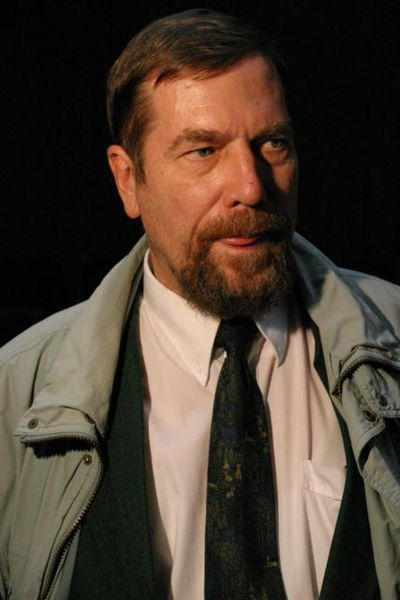
Jürgen Rieger

Jürgen Hans Paul Rieger (Blexen, 11 mei 1946 – Berlijn, 29 oktober 2009) was een Duits advocaat en politicus van de NPD. Hij was bekend als rechts-radicaal politicus en Holocaustontkenner. Sinds mei 2008 was hij waarnemend voorzitter van de NPD.
Hij overleed op 63-jarige leeftijd aan een beroerte.
- Gemeinsame Normdatei: 132599414
- Virtual International Authority File: 72557883
- WorldCat: E39PBJkp4bmjcpfRGCJgyM3PcP